# Dara-ye Pech
Dara-ye Pech är ett distrikt i Afghanistan. Det ligger i provinsen Kunar, i den östra delen av landet, 170 kilometer öster om huvudstaden Kabul.
Distriktet beräknades år 2022 ha cirka 64 000 invånare.